# 1976 nos jogos eletrônicos
Em 1976, foram lançados novos títulos, como Road Race, Night Driver, Heavyweight Champ, Sea Wolf e Breakout. Os jogos de fliperama de maior faturamento do ano foram F-1, da Namco, no Japão, e Sea Wolf, da Midway, nos Estados Unidos.

## Eventos
- 1 de abril: a Apple Computer é fundada.[1]
- 20 de abril: a Data East é fundada.[2]
- Outubro: a Warner Communications compra a Atari por 28 milhões de dólares. Nolan Bushnell permanece como presidente da empresa.[3]
- 3,5 milhões de jogos eletrônicos são vendidos, e a indústria de jogos eletrônicos lucra 242 milhões de dólares.[4]
- 54 mil máquinas de fliperama e 310 mil cartuchos para consoles domésticos são vendidos nos Estados Unidos.[5]

## Máquinas de fliperama mais rentáveis

### Japão
No Japão, a revista Game Machine publicou a primeira tabela anual de lucros de jogos de fliperama para 1976 em sua edição de fevereiro de 1977, listando tanto jogos eletrônicos de fliperama quanto jogos eletromecânicos (jogos EM) na mesma tabela. O jogo EM de corrida F-1, da Namco, foi o jogo de fliperama mais rentável do ano, seguido pelo jogo eletrônico Ball Park da Taito (originalmente lançado como Tornado Baseball pela Midway Manufacturing na América do Norte). Os títulos a seguir foram os jogos de fliperama mais rentáveis de 1976, de acordo com o primeiro gráfico anual da Game Machine.
| Jogos eletromecânicos | Jogos eletromecânicos     | Jogos eletromecânicos | Jogos eletrônicos | Jogos eletrônicos                | Jogos eletrônicos | Jogos eletrônicos |
| #                     | Título                    | Pontos                | #                 | Título                           | Pontos            | Gênero            |
| --------------------- | ------------------------- | --------------------- | ----------------- | -------------------------------- | ----------------- | ----------------- |
| 1                     | F-1                       | 64                    | 1                 | Ball Park (Tornado Baseball)     | 34                | Esporte           |
| 2                     | Mogura Taiji (Wac-A-Mole) | 18                    | 2                 | Speed Race DX                    | 26                | Corrida           |
| 3                     | Group Skill Diga          | 12                    | 3                 | Heavyweight Champ                | 20                | Boxe              |
| 4                     | Sky Hawk                  | 11                    | 4                 | Breakout                         | 14                | Block breaker     |
| 5                     | Mini Laser Clay           | 6                     | 5                 | Sea Wolf                         | 10                | Tiro              |
| 5                     | Wild Gunman               | 6                     | 6                 | LeMans                           | 5                 | Corrida           |
| 7                     | 400 Miles                 | 4                     | 7                 | Kamikaze (Zero Fighter Kamikaze) | 4                 | Tiro              |
| 7                     | Flipper (Pinball)         | 4                     | 8                 | Sparkling Corner                 | 3                 | Corrida           |
| —                     | —                         | —                     | 8                 | Speed Race Twin                  | 3                 | Corrida           |
| —                     | —                         | —                     | 10                | Indy 800                         | 2                 | Corrida           |
| —                     | —                         | —                     | 10                | Night Driver                     | 2                 | Corrida           |
| —                     | —                         | —                     | 10                | Rock n' Bark                     | 2                 | Tiro              |
| —                     | —                         | —                     | 10                | Western Gun (Gun Fight)          | 2                 | Tiro              |

### Estados Unidos
Nos Estados Unidos, a revista RePlay começou a publicar listas anuais dos jogos de fliperama mais rentáveis em 1976, abrangendo tanto jogos eletrônicos quanto máquinas de pinball. Os títulos a seguir foram os dez maiores jogos eletrônicos de fliperama do ano, em termos de lucros em moedas. As vendas totais dos gabinetes de fliperama também são apresentadas em uma coluna separada.
| # | Título                  | Desenvolvedora          | Fabricante           | Gênero        | Vendas totais |
| - | ----------------------- | ----------------------- | -------------------- | ------------- | ------------- |
| 1 | Sea Wolf                | Dave Nutting Associates | Midway Manufacturing | Tiro          | 10.000        |
| 2 | Gun Fight (Western Gun) | Taito                   | Midway Manufacturing | Tiro          | 8.600         |
| 3 | Wheels (Speed Race)     | Taito                   | Midway Manufacturing | Corrida       | 7.000         |
| 4 | Indy 800                | Atari, Inc.             | Atari, Inc.          | Corrida       | Desconhecido  |
| 5 | Breakout                | Atari, Inc.             | Atari, Inc.          | Block breaker | 11.000        |
| 6 | Indy 4                  | Atari, Inc.             | Atari, Inc.          | Corrida       | Desconhecido  |
| 7 | Bi-Plane                | Fun Games               | Fun Games            | Tiro          | Desconhecido  |
| 8 | Death Race              | Exidy                   | Exidy                | Corrida       | Desconhecido  |
| 8 | Demolition Derby        | Exidy                   | Chicago Coin         | Corrida       | Desconhecido  |
| 8 | Trivia                  | Ramtek                  | Ramtek               | Quiz          | Desconhecido  |

## Lançamentos notáveis

### Jogos
- Janeiro: a Sega publica Heavyweight Champ, o primeiro jogo eletrônico a apresentar luta corpo-a-corpo.[13][14]
- 1 de abril: a Exidy lança Death Race para fliperamas. A notícia da existência do jogo é divulgada nos jornais estadunidenses na primeira semana de julho, após um lançamento discreto em todo o país.[15] O jogo provoca indignação pública sobre a violência nos jogos eletrônicos e é proibido em muitas regiões.[16]
- 13 de maio: a Atari lança Breakout para fliperamas, cujo protótipo havia sido desenvolvido pelos co-fundadores da Apple Computer Steve Jobs e Steve Wozniak.[3][17]
- Agosto: a Sega publica Man T.T., também conhecido como Moto-Cross, um dos primeiros jogos de corrida de motocicletas, utilizando uma perspectiva pseudo-3D e em terceira pessoa.[18] Nos Estados Unidos, a Sega o rebatiza como Fonz.[19]

#### Consoles
- Novembro: a Fairchild Camera and Instrument lança o Video Entertainment System (mais tarde conhecido como VES ou Channel F), o primeiro console de jogos eletrônicos a usar um microprocessador e cartuchos.[20]
- A Coleco lança o Coleco Telstar, um console clone de Pong baseado no microchip AY-3-8500 da General Instrument.[21]